# Virdimura
Virdimura (fl. XIV secolo) è stata una medica e chirurga italiana, vissuta nel Trecento e appartenente alla comunità ebraica catanese.

## Biografia
Virdimura, di origine ebrea, figlia di medico e moglie di Pasquale de Medico di Catania, fu la prima donna ufficialmente autorizzata ad esercitare la professione medica e la chirurgia nel mondo. Fin da piccola mostrò una grande passione verso la medicina, interesse che continuò a coltivare grazie al marito Pasquale, anche lui medico, il quale le trasmise l'amore per l'arte medica.
La dottoressa Virdimura, che si occupava di "medicina fisica" e specializzata nella cura delle malattie interne, chiese alle autorità di esercitare la professione medica, in un eccezionale periodo nella storia mondiale di pace fra cultura cristiana, islamica ed ebraica, per aiutare i malati indigenti che non avrebbero avuto la possibilità economica di sostenere le spese sanitarie, dal momento che le cure e le assistenze dei medici cristiani erano molto costose. Al tempo recarsi dal medico rappresentava un privilegio per pochi; sicché Virdimura volle rendere il suo mestiere una missione.
Era molto stimata per la sua bravura e conoscenza della pratica medica, ma anche per aver alleggerito il lavoro dei medici cristiani che non riuscivano a gestire tutte le richieste che pervenivano. Il suo operato fu rivolto anche alle donne, in un periodo in cui la maggioranza di esse ricorreva alla chirurgia plastica per nascondere la perdita della verginità, la cui scoperta avrebbe comportato onta e stigma sociale. La presenza di donne medico si rese necessaria allorquando le donne si rifiutarono di essere sottoposte a visite mediche da parte di uomini.

### Studi
La formazione medica della comunità ebraica, comprese le donne, era affidata principalmente alla pratica dell'arte sanitaria in famiglia, qualora fosse presente un componente familiare medico. Fu solo nel tardo Medioevo che gli ebrei ottennero il diritto di accedere alle università. In Sicilia non essendo presente una vera e propria Scuola medica erano limitate le alternative che permettevano lo studio della medicina. Le persone più abbienti potevano andare in altre regioni a studiare o in alternativa si poteva ricevere una formazione in ambito familiare per poi essere certificati dal Dienchelele, e autorizzati all'esercizio della professione medica. La dottoressa Virdimura non aveva frequentato una Scuola Medica ma, aiutando il padre e il marito, aveva appreso l'arte della medicina, come se si fosse formata in una "scuola privata". Fu esaminata dal Protomedico di Sicilia (dal 1396 al 1447 il Dienchelele), che aveva il compito di conferire l'autorizzazione all'esercizio della medicina (in precedenza questa veste era ricoperta esclusivamente da medici cristiani), e dopo essere stata considerata idonea, grazie alla sua destrezza nell’arte medica divenne famosa in tutto il regno. Negli anni successivi il progresso e la proliferazione delle scuole universitarie e il declino delle scuole private causò un'ingente diminuzione delle donne-medico, per questa ragione la medicina ufficializzata prese il sopravvento su quella familiare. L'elevato costo e l'eccessiva lontananza fecero sì che le Scuole Mediche non potessero essere alla portata di tutti, ma solo delle persone ricche e benestanti. Passeranno diversi secoli prima che alle donne sarà permessa la pratica della medicina.

### Carriera

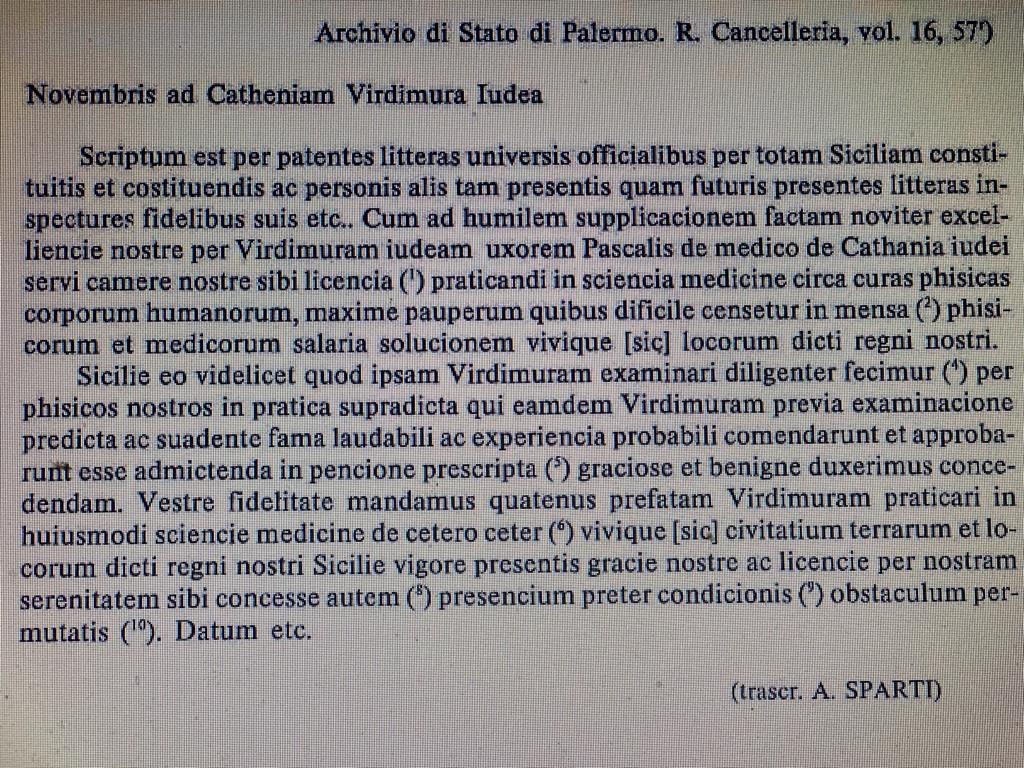
Documento con il quale Virdimura venne autorizzata a praticare la scienza medica in tutto il regno di Sicilia, custodito all’Archivio di Stato di Palermo.

Virdimura aveva appreso conoscenze e competenze mediche tali da permetterle di operare ancor prima di ottenere la licenza ufficiale. La donna, non pienamente soddisfatta della sua posizione, volle essere riconosciuta ufficialmente come medico poiché, in quel periodo per poter esercitare l'arte medica occorreva l'autorizzazione di curare et praticare in scientia et arte medicina et fisice (curare ed esercitare nella scienza, nell'arte della medicina e in campo fisico). Il 7 novembre 1376, dopo aver superato la prova di abilitazione alla professione medica, Virdimura fu proclamata a Catania "dutturissa" da una commissione di esperti della famiglia reale, in relazione agli effetti delle disposizioni del 1224 di Federico II. Inoltre pretese che nella licenza di abilitazione alla professione le fosse concessa soprattutto la possibilità di curare i poveri: 
(R. Cancelleria, Vol. 16, pag. 57)
Oggi la certificazione è custodita all'Archivio di Stato di Palermo. Con quest'ultima, Virdimura ottenne il titolo di "Magistra" che non corrispondeva a un vero dottorato, in quanto le precludeva di poter insegnare nelle istituzioni pubbliche, ma le permetteva di esercitare la professione medica in tutte le città e terre di Sicilia. Il vero e proprio dottorato era una "dignitas" che veniva assegnato solo a medici cristiani. In un'età come quella medievale, medicina e magia erano facce opposte della stessa medaglia e l'accusa di stregoneria nei confronti delle donne era ormai divenuta una consuetudine. Infatti risultava impensabile che una donna comune potesse intraprendere la carriera di medico anche se, nelle famiglie ebree ricche e particolarmente all'avanguardia, figlie e mogli potevano tranquillamente esercitare la professione con il titolo di "magister".

## Contesto storico
La presenza degli ebrei in Sicilia è documentata almeno dal VI secolo, grazie a una lettera di papa Gregorio Magno. La loro presenza era molto rilevante, tanto che si calcola che circa 80.000 persone di religione ebraica vivessero nell'isola prima della loro espulsione nel 1492. Gli ebrei erano soggetti ad alcune leggi restrittive: dovevano pagare una tassa personale che, nell'età di Virdimura, si chiamava gizia, ed erano obbligati ad indossare dei segni distintivi, come la rotella per gli uomini e la rondella per le donne. Disponevano di propri ospedali, macellerie e cimiteri, solitamente ubicati fuori dalle mura cittadine, come a voler sottolineare il fatto che non poteva esserci mescolanza con la popolazione cristiana, anche se in alcuni quartieri si registrava la convivenza tra ebrei e cristiani. Gli ebrei mostravano grande interesse per la scienza e, per poter essere riconosciuto il loro diritto alla laurea, si sono dovuti imporre. Essere dottore nel medioevo comprendeva la Facultas legendi, ovvero il diritto che consentiva di insegnare, che, tuttavia, agli ebrei era negato. Nel 1446 Beniamino Romano di Siracusa, fece sì che il sovrano Giovanni d'Aragona concedesse lo Studium generale, con cui agli ebrei veniva conferito il titolo accademico in medicina e giurisprudenza. È così che venne riconosciuta la laurea anche ai Giudei. Nonostante ciò, permanevano comunque differenze di trattamento tra le comunità cristiane ed ebraiche: gli ebrei dovevano pagare delle tasse universitarie più alte rispetto ai cristiani; i medici cristiani indossavano un distintivo d'oro che agli ebrei era impedito.
Ai Giudei era anche vietato curare i cristiani come previsto dalla Costituzione Siciliana del 1310: 
(Costituzioni di Federigo II (III) relative a' Giudei)
In caso di disobbedienza, la pena era diversa tra l'ebreo e il cristiano: il primo era costretto a un anno di reclusione e poteva cibarsi solamente con pane ed acqua, mentre per il secondo la pena era ridotta a soli tre mesi. Nel 1450, dopo il pagamento di un'enorme somma di denaro (10.000 fiorini ossia 5.000 scudi), pagata al re Alfonso d'Aragona, agli ebrei fu concessa la grazia sebbene fossero trasgressori della legge e, tra le altre cose, fu concesso loro di curare tanto gli israeliti che i cristiani. La dottoressa Virdimura visse in un periodo in cui non era per niente facile, soprattutto per le donne, affermarsi come medico, un periodo caratterizzato dalla crescente medicalizzazione della società e da un certo interesse ai temi della medicina scientifica. I medici ebrei iniziarono ad assumere sempre maggiore importanza. Virdimura non fu il solo medico ebreo a diventare famoso; molti altri la seguirono, tanto che tutti i sovrani, ricchi e notabili si rivolgevano a medici ebrei per farsi curare.
Il caso della dottoressa Virdimura fu un chiaro esempio di costituzione delle dinastie familiari di medici dove la presenza di donne divenne un fatto quasi naturale, rappresentando probabilmente uno spiraglio di luce, un esempio significativo, ma purtroppo isolato che, superando i pregiudizi religiosi e le differenze basate sulla distinzione di sesso, riconosceva il ruolo della donna nella società e in particolare del popolo ebraico in un contesto sociale multietnico, quello siciliano. Grazie a Virdimura, la città di Catania si fregia di annoverare tra i suoi storici cittadini la prima donna medico legalmente autorizzata a praticare la medicina nell'isola.